# Rosário Oeste (kommun)
Rosário Oeste är en kommun i Brasilien.   Den ligger i delstaten Mato Grosso, i den centrala delen av landet, 800 km väster om huvudstaden Brasília. Antalet invånare är 17 682.
Följande samhällen finns i Rosário Oeste:
- Rosário Oeste

Omgivningarna runt Rosário Oeste är huvudsakligen savann. Trakten runt Rosário Oeste är nära nog obefolkad, med mindre än två invånare per kvadratkilometer.